# 輝く夜
「輝く夜」（かがやくよる）は、CHEMISTRY通算23枚目のシングル。「CHEMISTRY SUPPORTED BY MONKEY MAJIK」名義で2007年12月5日に発売。発売元はデフスターレコーズ。

## 解説
本作はMONKEY MAJIKが楽曲提供。コーラスも担当。カップリングは「This Night」をEQUIPがボッサハウス風にリミックスした音源を収録。

## 収録曲
1. 輝く夜
  - 作詞：Blaise・Maynard・tax・DICK／作曲：Blaise Plant・Maynard Plant／編曲：CHOKKAKU
  - TOYOTA プレゼンツ FIFAクラブワールドカップジャパン2007公式テーマソング
2. This Night (EQUIP Remix)
  - 作詞・作曲：谷口尚久／編曲：EQUIP
3. 輝く夜 (Less Vocal)